# Aimable Denhez jr.
Aimable Denhez jr. (* 30. November 1941 in Reims; † 4. September 1985) ist ein ehemaliger französischer Radrennfahrer.

## Sportliche Laufbahn
Denhez war im Straßenradsport aktiv. 1963 siegte er bei Paris–Évreux und erreichte eine Reihe von Podiumsplätzen in französischen Rennen. In jener Saison wurde er mit der Mérite Veldor geehrt, einer Auszeichnung für den besten französischen Amateur des Jahres. Etappensiege holte er 1966, 1967 und 1970 im Circuit des Mines sowie 1967 im britischen Milk Race. 1971 gewann er die Trois Jours de Sedan. 1964 wurde er Zweiter bei Paris-Mantes Cycliste. 1963 wurde er Dritter bei im Grand Prix du CV (heute Paris–Tours Espoirs), 1964 Dritter bei Paris–Troyes. 1965 wurde Denhez Vizemeister im Mannschaftszeitfahren in Frankreich. Mit der Nationalmannschaft bestritt er 1968 die Internationale Friedensfahrt. Er beendete die Rundfahrt nicht. In seiner sportlichen Laufbahn gewann er insgesamt 1.014 Rennen in verschiedenen Disziplinen des Radsports. 1968 und 1969 war Denhez Berufsfahrer. Als Radprofi hatte er keine Erfolge.

## Familiäres
Sein Vater Aimable Denhez sr. (* 1914) war ebenfalls Radrennfahrer.